# 金貸し

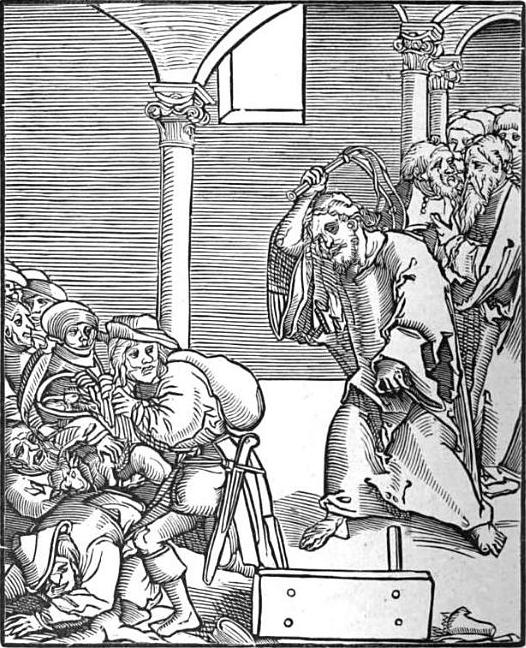
金貸しを神殿から追い出すキリスト。

金貸し（かねかし、英: moneylender）とは、通貨を必要としている者へ通貨を貸し付けて、利息や手数料などの利益を得る者のことである。法外な金利を取る金貸し業を高利貸という。

## 歴史
金貸しは、古代に貨幣の使用が始まると、それに遅れることなく始まった職業であると思われる。社会的動物としての人間の社会が高度に専業化した結果、様々な生産活動の産物の交換が行なわれるようになった。この多岐に亘る現物交換の不便を補うものとして約束手形のような代用貨幣の利用が始まった。この代用貨幣の使用によって社会の経済活動はいっそう活発になり、結果として貨幣を蓄えた者や貨幣を必要とする者が出てきた。そこで貨幣に対する需要と供給が発生し、金貸しが始まった。
このように、金貸しは必然的に自然発生した職業であるが、古代から金貸しは良くないものと見なされており、各宗教の聖典では利息を取る金貸しを批判しているほか、古代中国などの国家で金貸しは禁止されていた。ただし、儒教の経典は利息を取ることを禁じておらず、古代中国では先秦時代にすでに高利貸が存在していた。
ヘブライ語聖書では、ユダヤ人への金貸しは奉仕であるべきで無利子と定められていたが、ユダヤ以外の民へは有利子が認められていた。
古代ローマでは、紀元前の共和政ローマの時代には、いかなる利息での金貸しも禁止されていたが、帝政ローマの時代になると、規制された利息での金貸しが認められるようになった。帝政ローマでは、金貸しはほとんどが裕福な個人によって行なわれており、銀行のような金融業は存在しなかった。当時の利率は年率4–12%、高利の場合は24-48%であった。この中間利率のない設定は年率を月率の12倍として計算していたためと思われる。
帝政ローマ期にキリスト教が普及すると、古代ギリシアや古代ローマの哲学や倫理学に基づく金貸しに対する認識は宗教的なものに置き換わった。
キリスト教では、紀元325年の第1ニカイア公会議において、聖職者が高利貸に関与することが禁じられた。キリスト教における富、en:Usury も参照。
7世紀に誕生したイスラム社会では、コーランにおいて全ての高利貸が禁じられている（イスラム銀行も参照）。10世紀後半のアッバース朝は、国家財政を補うために、税金を担保として金融御用商人から高利で融資を受けた。この場合の金利は、イスラム法で禁止された利子（リバー）ではなく、合法的な利潤であると解釈された。こうした金融業者はイスラム教徒よりもユダヤ教徒やキリスト教徒が多かったとも言われる。
中世ヨーロッパのカトリック教会においても、旧約聖書申命記23:19-20の「兄弟に利息を取って貸してはならない」、4世紀のアンブロジウスの「資本を超えたものを受け取ってはならない」という教えから、信徒間で利息を取ることは教義上禁じられ、この教義はグラティアヌスの教会法（グラティアヌス教令集）に入れられた。これに違反した者は破門と定められ、世俗法廷に引き渡される者もいた。第3ラテラン公会議（1179年）では、多くの人がまるで許されているかのように金貸しを営んでいるとしてこれを非難し、高利貸を破門にして秘跡やキリスト教徒としての埋葬を受けられないようにすべきであるとの教令が発布された（カノン25条）。第4ラテラン公会議（1215年）では、高利貸が規制されているキリスト教徒をユダヤ人高利貸から保護するためとして（カノン67条）、ユダヤ人隔離の方針を定めた。すでに11世紀末頃からユダヤ人は高利貸として非難の的となっていたが、これ以降、ユダヤ人の職業選択の余地がなくなり、金融業を営むユダヤ人が増えた。11世紀から13世紀の神学者は、それまで良くないことだと見なされていた金貸しがなぜ悪いのかを論理的に証明しようとした。このように、金貸しは表向き禁止されていたが、一方で投資は許容されていた。金貸しと投資の違いは、投資は投資先の事業に参加するわけで資金の回収はその事業の結果によるが、金貸しはその意味でのリスクは負わない、ということである。また、慈善事業として行なわれる金貸しでは、手数料などの徴収は認められるようになった。13-14世紀のイタリア商人は教会や世俗君主に貸付を行い、謝礼という形で事実上の利息を取った。このように、盛期中世に次第に活発化する交易などの経済活動において、利子を取るためのさまざまな便宜上の方策が取られるようになり、中世末期には高利貸が公然と行われるようになっていた。教会は建前上は金利を取ることを禁じていたものの、商人との取引において実質的にはこれを容認する形となった。フランチェスコ会が15世紀に開設した、高利貸に代わって庶民に金を貸す公益質屋（モンテ・ディ・ピエタ）も年利10%程度の利子を取った。メディチ家などのイタリア商人は銀行家（両替商）として台頭し、大々的に金融を担うようになった（一方、かつては国際的交易を担ったがその活動を制限されるようになったユダヤ人は、近隣のさまざまな階層の人々に貸付を行う質屋などの消費者金融的業態を取る者が多かった）。両替商は貨幣の交換率の差から生じる事実上の利子を徴収したが、神学者たちはこれは禁止されている利子 (usuria) ではないと解釈した。ただし、商人は時間を売って儲けを得ているとされ、時間は神のものであるというキリスト教的観点から問題視された。詳細については利子の項を参照。
13世紀のイタリアの神学者トマス・アクィナスは、アリストテレスのニコマコス倫理学に基づき、貨幣は内在的価値を持たないので、それを貸すことにより利益を得てはならないと定めた。この思想はトマス主義としてドミニコ会に受け入れられ、16世紀にはイエズス会（サラマンカ学派）に引き継がれた。このトマス主義では、お金を貸すことにリスクが伴い、貸すことによって逸失利益が生じる場合は利息を取ることを容認していたため、利息の禁止を厳密に運用することが困難であった。17世紀にはプロテスタント各国で徐々に緩和され、最終的には撤廃された。
初期近代の16-17世紀には、カトリック教会の影響力が衰え、各国が絶対王政を確立した。それらの国は国力を競い、重商主義を掲げ、国富増大に邁進した。それに伴い経済活動も拡大し、富の集中が加速され、持つ者と持たざる者の格差が広がった。続く18世紀以降の産業革命では、それまでの地域社会での需給の均衡を大きく凌ぐ生産性の向上が見られ、資本主義が台頭した。この時期になると様々な経済学者による資本や金融に関する研究が始まった。
その間イギリスでは1545年に利息を伴う金貸しが許可された。

### 日本における金貸しの歴史
7世紀頃の文献に金貸しに関する記述がある。これは和同開珎の発行以前のことであるので、無文銀銭の貸付と思われる。
江戸時代には、幕府によって利息の上限は年率20%（後に15%、12%）と定められた。

## 現代の金貸し
金貸しにはネガティブな印象が古代よりあるが、資金の流動性を高め、様々な経済活動を加速発展させているのも事実である。金貸しが事業として成立するためには、リスク管理、コスト管理が必要であり、貸付に際し担保や利息が伴うことになる。また、各産業の巨大化、その資金需要の拡大に伴い、金融業も拡大してきている。20世紀、21世紀初頭の大恐慌の際には、過度に流動性を持った金融の拡大が原因の一つと見なされ、社会的にも政治的にも金融機関への厳しい目が向けられ、各種の規制が導入された。一方で、これらの金融規制は景気回復および産業の発展を阻害するため、不況に対する施策としては逆効果な面があり、バブル崩壊による初期の混乱が収まり、経済が回復基調に入ると、しばしば金融緩和策が取られる。

## 文芸作品における金貸し
16世紀のシェイクスピアの『ヴェニスの商人』における金貸しは、近代的銀行制度がまだ確立しておらず、無法な高利貸が横行していた当時のイングランドの世論や風潮が反映されており、シェイクスピアの金貸し観は現在でも議論の的となっている。貸金を返済することができなくなった場合、主人公の親友である商人アントーニオの肉を削がなければならないという、高利貸の冷酷非道さを強調した描写がなされている。そこに登場する高利貸の人物の名はシャイロック (Shylock) であるが、英語では俗に無慈悲な高利貸を指して shylock という言い回しが使われるようにもなった。
- 『ヴェニスの商人』 1594-7年　シェイクスピア
- 『クリスマス・キャロル (小説)』 1843年　チャールズ・ディケンズ
- 『罪と罰』 1866年　ドストエフスキー
- 『われから』 1896年　樋口一葉
- 『金色夜叉』 1897-1902年　尾崎紅葉
- 『初すがた』 1900年　小杉天外
- 『雁』 1911-13年　森鷗外
- 『心理試験』 1925年　江戸川乱歩
- 『遥かなる山の呼び声』 1980年　山田洋次